# براد وارد
براد وارد هو سياسي كندي، ولد في 23 نوفمبر 1956. حزبياً، نشط في الحرب الديمقراطي الجديد لأونتاريو. وقد انتخب عضو برلمان مقاطعة أونتاريو.